# Lista atacurilor cu rachete din invazia Rusiei în Ucraina (august 2022)
Acesta este segmentul din august 2022 al listei atacurilor cu rachete executate de toate părțile implicate în invazia Rusiei în Ucraina din 2022. Sunt enumerate doar atacurile certificate în surse de încredere, țintele cărora sunt sau sunt considerate a fi obiective militare sau de infrastructură. Nu sunt enumerate loviturile cu rachete neghidate efectuate de forțele de aviație, artilerie, sisteme de lansare multiplă și sisteme S-300.
Drapelele din coloana „obiectiv lovit” semnifică țara care deținea controlul asupra obiectivului respectiv. Obiectivele lovite nu sunt în mod necesar cele țintite – în unele cazuri, se referă la locul căderii rachetelor care s-au prăbușit în zbor sau au fost distruse de sisteme anti-rachetă.
Pagina principală: Lista atacurilor cu rachete din invazia Rusiei în Ucraina (2022–prezent). Listele pe luni:
- 2022 – ian · feb · mar · apr · mai · iun · iul · aug · sep · oct · noi · dec
- 2023 – ian · feb · mar · apr · mai · iun

## August 2022
| Atacuri executate de partea ucraineană | Atacuri executate de partea ucraineană | Atacuri executate de partea ucraineană | Atacuri executate de partea ucraineană | Atacuri executate de partea ucraineană                           | dată                                                             | Atacuri executate de partea rusă | Atacuri executate de partea rusă | Atacuri executate de partea rusă | Atacuri executate de partea rusă | Atacuri executate de partea rusă                                 |
| regiune                                | localitate                             | tipul rachetei                         | interceptate                           | obiective lovite                                                 | dată                                                             | regiune                          | localitate                       | tipul rachetei                   | interceptate                     | obiective lovite victime: uciși \| răniți                        |
| -------------------------------------- | -------------------------------------- | -------------------------------------- | -------------------------------------- | ---------------------------------------------------------------- | ---------------------------------------------------------------- | -------------------------------- | -------------------------------- | -------------------------------- | -------------------------------- | ---------------------------------------------------------------- |
|                                        |                                        |                                        |                                        |                                                                  | 01.08.2022                                                       | regiunea Mîkolaiiv               | Nicolaev                         | —                                | —                                | instituție medicală victime: 0 \| 3                              |
| regiunea Harkov                        | Harkov                                 | —                                      | —                                      | infrastructură civilă victime: 1 \| 1                            | 01.08.2022                                                       |                                  |                                  |                                  |                                  |                                                                  |
| 02.08.2022                             | regiunea Liov                          | raionul Cervonohrad                    | H-101⁠(d)                               | 0/1                                                              | infrastructură militară                                          |                                  |                                  |                                  |                                  |                                                                  |
| 02.08.2022                             | neidentificat                          | neidentificat                          | H-101⁠(d)                               | 7/7                                                              | interceptare de apărarea anti-rachetă a Ucrainei victime: 0 \| 0 |                                  |                                  |                                  |                                  |                                                                  |
| regiunea Donețk                        | Makiivka                               | M31                                    | —                                      | depozit de combustibili și lubrifianți                           | 03.08.2022                                                       |                                  |                                  |                                  |                                  |                                                                  |
| regiunea Herson                        | Ciornobaiivka                          | —                                      | —                                      | infrastructură militară                                          | 03.08.2022                                                       |                                  |                                  |                                  |                                  |                                                                  |
| regiunea Herson                        | Herson                                 | —                                      | —                                      | pod                                                              | 04.08.2022                                                       | regiunea Dnipropetrovsk          | raionul Nikopol                  | H-59⁠(d)                          | 0/1                              | infrastructură civilă victime: 0 \| 0                            |
|                                        |                                        |                                        |                                        |                                                                  | 04.08.2022                                                       | regiunea Zaporijjea              | regiunea Zaporijjea              | —                                | 0/3                              | neidentificat victime: 0 \| 1                                    |
| regiunea Herson                        | Nova Kahovka                           | —                                      | —                                      | neidentificat                                                    | 05.08.2022                                                       | regiunea Zaporijjea              | regiunea Zaporijjea              | —                                | —                                | infrastructură civilă victime: 0 \| 0                            |
| regiunea Herson                        | Herson                                 | —                                      | —                                      | pod                                                              | 05.08.2022                                                       |                                  |                                  |                                  |                                  |                                                                  |
| regiunea Zaporijjea                    | Tokmak                                 | —                                      | —                                      | depozit de muniții                                               | 05.08.2022                                                       |                                  |                                  |                                  |                                  |                                                                  |
| regiunea Herson                        | Berîslav                               | —                                      | —                                      | depozit de muniții                                               | 05.08.2022                                                       |                                  |                                  |                                  |                                  |                                                                  |
| regiunea Donețk                        | Makiivka                               | —                                      | —                                      | depozit de muniții                                               | 06.08.2022                                                       | regiunea Zaporijjea              | Zaporijjea                       | —                                | —                                | infrastructură civilă victime: 0 \| 0                            |
| regiunea Herson                        | Herson                                 | —                                      | —                                      | infrastructură militară                                          | 06.08.2022                                                       |                                  |                                  |                                  |                                  |                                                                  |
| regiunea Herson                        | Skadovsk                               | —                                      | —                                      | infrastructură militară                                          | 06.08.2022                                                       |                                  |                                  |                                  |                                  |                                                                  |
| regiunea Herson                        | Herson                                 | —                                      | —                                      | pod                                                              | 07.08.2022                                                       | regiunea Vinița                  | regiunea Vinița                  | Kinjal⁠(d)                        | 0/3                              | infrastructură militară                                          |
| regiunea Herson                        | Dariivka                               | —                                      | —                                      | pod                                                              | 07.08.2022                                                       |                                  |                                  |                                  |                                  |                                                                  |
| regiunea Herson                        | Nova Kahovka                           | —                                      | —                                      | pod                                                              | 07.08.2022                                                       |                                  |                                  |                                  |                                  |                                                                  |
| regiunea Zaporijjea                    | Melitopol                              | M31                                    | —                                      | infrastructură militară                                          | 08.08.2022                                                       | regiunea Odesa                   | Șaba-Târg                        | Kalibr⁠(d)                        | 1/1                              | interceptare de apărarea anti-rachetă a Ucrainei victime: 0 \| 0 |
|                                        |                                        |                                        |                                        |                                                                  | 08.08.2022                                                       | regiunea Cerkasî                 | Uman                             | Kalibr⁠(d)                        | 3/3                              | interceptare de apărarea anti-rachetă a Ucrainei victime: 0 \| 0 |
| regiunea Dnipropetrovsk                | raionul Krivoi Rog                     | —                                      | 1/1                                    | interceptare de apărarea anti-rachetă a Ucrainei victime: 0 \| 0 | 08.08.2022                                                       |                                  |                                  |                                  |                                  |                                                                  |
| regiunea Dnipropetrovsk                | raionul Nikopol                        | H-59⁠(d)                                | 0/2                                    | neidentificat                                                    | 08.08.2022                                                       |                                  |                                  |                                  |                                  |                                                                  |
| regiunea Herson                        | Novooleksiivka                         | —                                      | —                                      | depozit de muniții                                               | 09.08.2022                                                       |                                  |                                  |                                  |                                  |                                                                  |
| regiunea Zaporijjea                    | Tokmak                                 | —                                      | —                                      | depozit de muniții                                               | 09.08.2022                                                       |                                  |                                  |                                  |                                  |                                                                  |
| regiunea Zaporijjea                    | Melitopol                              | —                                      | 0/10                                   | neidentificat                                                    | 09.08.2022                                                       |                                  |                                  |                                  |                                  |                                                                  |
| regiunea Donețk                        | Volnovaha                              | —                                      | —                                      | depozit de muniții                                               | 09.08.2022                                                       |                                  |                                  |                                  |                                  |                                                                  |
| Crimeea                                | Novofedorivka                          | —                                      | —                                      | aerodromul Sakî⁠(d)                                               | 09.08.2022                                                       |                                  |                                  |                                  |                                  |                                                                  |
| regiunea Zaporijjea                    | Kîrîlivka                              | —                                      | —                                      | infrastructură militară                                          | 09.08.2022                                                       |                                  |                                  |                                  |                                  |                                                                  |
| regiunea Herson                        | Nova Kahovka                           | —                                      | —                                      | pod                                                              | 10.08.2022                                                       | regiunea Zaporijjea              | regiunea Zaporijjea              | —                                | 2/2                              | interceptare de apărarea anti-rachetă a Ucrainei victime: 0 \| 0 |
| regiunea Herson                        | Cionhar                                | —                                      | —                                      | neidentificat                                                    | 10.08.2022                                                       |                                  |                                  |                                  |                                  |                                                                  |
| regiunea Gomel                         | Pribîtki⁠(d)                            | —                                      | —                                      | aerodrom militar                                                 | 11.08.2022                                                       | regiunea Harkov                  | regiunea Harkov                  | Kalibr⁠(d)                        | 2/2                              | interceptare de apărarea anti-rachetă a Ucrainei victime: 0 \| 0 |
| regiunea Herson                        | Nova Kahovka                           | —                                      | —                                      | pod                                                              | 12.08.2022                                                       | regiunea Zaporijjea              | Zaporijjea                       | —                                | 0/5                              | infrastructură civilă victime: 1 \| 3                            |
| regiunea Luhansk                       | Cervonohvardiiske                      | M31                                    | —                                      | infrastructură militară                                          | 13.08.2022                                                       |                                  |                                  |                                  |                                  |                                                                  |
| regiunea Luhansk                       | Popasna                                | M31                                    | —                                      | infrastructură militară                                          | 14.08.2022                                                       | regiunea Harkov                  | raionul Ciuhuiv                  | —                                | —                                | infrastructură civilă                                            |
| regiunea Luhansk                       | Rodakove                               | M31                                    | —                                      | infrastructură militară                                          | 15.08.2022                                                       | regiunea Zaporijjea              | regiunea Zaporijjea              | H-59⁠(d)                          | 1/1                              | interceptare de apărarea anti-rachetă a Ucrainei victime: 0 \| 0 |
| Crimeea                                | Djankoi                                | —                                      | —                                      | depozit de muniții                                               | 16.08.2022                                                       | regiunea Jîtomîr                 | regiunea Jîtomîr                 | H-59⁠(d)                          | 0/2                              | infrastructură militară victime: 0 \| 0                          |
| Crimeea                                | Hvardiiske⁠(d)                          | —                                      | —                                      | infrastructură militară                                          | 16.08.2022                                                       | regiunea Harkov                  | Harkov                           | —                                | —                                | infrastructură civilă victime: 0 \| 7                            |
| regiunea Luhansk                       | Lisiciansk                             | —                                      | —                                      | infrastructură militară                                          | 16.08.2022                                                       |                                  |                                  |                                  |                                  |                                                                  |
| regiunea Zaporijjea                    | Melitopol                              | —                                      | —                                      | infrastructură militară                                          | 17.08.2022                                                       | regiunea Odesa                   | regiunea Odesa                   | H-22⁠(d)                          | 0/2                              | infrastructură civilă victime: 0 \| 4                            |
| regiunea Herson                        | Nova Kahovka                           | M31                                    | —                                      | infrastructură militară                                          | 17.08.2022                                                       | regiunea Harkov                  | raionul Harkov                   | —                                | 0/5                              | infrastructură civilă victime: 0 \| 1                            |
|                                        |                                        |                                        |                                        |                                                                  | 17.08.2022                                                       | regiunea Harkov                  | Harkov                           | Iskander⁠(d)                      | —                                | infrastructură civilă victime: 18 \| 13                          |
| regiunea Donețk                        | Amvrosiivka                            | —                                      | —                                      | depozit de muniții                                               | 18.08.2022                                                       | regiunea Harkov                  | Krasnograd                       | —                                | —                                | infrastructură civilă victime: 2 \| 0                            |
| regiunea Zaporijjea                    | Kîrîlivka                              | —                                      | —                                      | depozit de muniții                                               | 18.08.2022                                                       |                                  |                                  |                                  |                                  |                                                                  |
| regiunea Belgorod                      | Timonovo⁠(d)                            | —                                      | —                                      | depozit de muniții                                               | 18.08.2022                                                       |                                  |                                  |                                  |                                  |                                                                  |
| regiunea Luhansk                       | Lotîkove                               | —                                      | —                                      | depozit de muniții                                               | 19.08.2022                                                       | regiunea Zaporijjea              | Zaporijjea                       | —                                | —                                | interceptare de apărarea anti-rachetă a Ucrainei                 |
| regiunea Herson                        | Ciornobaiivka                          | —                                      | —                                      | infrastructură militară                                          | 20.08.2022                                                       | regiunea Mîkolaiiv               | Voznesensk                       | Iskander⁠(d)                      | —                                | infrastructură civilă victime: 0 \| 9                            |
| regiunea Zaporijjea                    | Melitopol                              | —                                      | —                                      | infrastructură militară                                          | 20.08.2022                                                       | regiunea Dnipropetrovsk          | regiunea Dnipropetrovsk          | Kalibr⁠(d)                        | 4/4                              | interceptare de apărarea anti-rachetă a Ucrainei victime: 0 \| 0 |
|                                        |                                        |                                        |                                        |                                                                  | 20.08.2022                                                       | regiunea Harkov                  | Harkov                           | —                                | —                                | infrastructură civilă                                            |
| regiunea Belgorod                      | regiunea Belgorod                      | —                                      | —                                      | rachetele au explodat în zbor                                    | 20.08.2022                                                       |                                  |                                  |                                  |                                  |                                                                  |
| regiunea Donețk                        | Horlivka                               | —                                      | —                                      | depozit de muniții                                               | 21.08.2022                                                       | regiunea Odesa                   | regiunea Odesa                   | Kalibr⁠(d)                        | 2/2                              | interceptare de apărarea anti-rachetă a Ucrainei victime: 0 \| 0 |
|                                        |                                        |                                        |                                        |                                                                  | 21.08.2022                                                       | regiunea Odesa                   | regiunea Odesa                   | Kalibr⁠(d)                        | 0/3                              | infrastructură civilă victime: 0 \| 0                            |
| regiunea Herson                        | Herson                                 | —                                      | —                                      | pod                                                              | 22.08.2022                                                       | regiunea Odesa                   | Odesa                            | H-59⁠(d)                          | 0/1                              | obiect de infrastructură victime: 0 \| 0                         |
| regiunea Herson                        | Ciornobaiivka                          | —                                      | —                                      | infrastructură militară                                          | 22.08.2022                                                       | regiunea Mîkolaiiv               | regiunea Mîkolaiiv               | H-31⁠(d)                          | 1/1                              | interceptare de apărarea anti-rachetă a Ucrainei victime: 0 \| 0 |
| regiunea Donețk                        | Kalmiuske                              | —                                      | —                                      | depozit de muniții                                               | 23.08.2022                                                       | regiunea Dnipropetrovsk          | Dnipro                           | Iskander⁠(d)                      | 0/1                              | infrastructură civilă victime: 0 \| 0                            |
|                                        |                                        |                                        |                                        |                                                                  | 23.08.2022                                                       | regiunea Harkov                  | Harkov                           | Kalibr⁠(d)                        | 0/1                              | infrastructură civilă victime: 0 \| 0                            |
| Harkov                                 | Iskander⁠(d)                            | 1/1                                    | racheta a explodat în zbor             |                                                                  | 23.08.2022                                                       | regiunea Harkov                  |                                  |                                  |                                  |                                                                  |
| regiunea Luhansk                       | Rovenkî                                | M31                                    | —                                      | infrastructură militară                                          | 24.08.2022                                                       | regiunea Zaporijjea              | Zaporijjea                       | —                                | 0/9                              | infrastructură industrială victime: 0 \| 0                       |
| regiunea Zaporijjea                    | Tokmak                                 | —                                      | —                                      | depozit de muniții                                               | 24.08.2022                                                       | regiunea Zaporijjea              | Zaporijjea                       | —                                | 0/9                              | construcție de locuit victime: 1 \| 3                            |
|                                        |                                        |                                        |                                        |                                                                  | 24.08.2022                                                       | regiunea Dnipropetrovsk          | Ceaplîne                         | H-22⁠(d)                          | 0/4                              | gară feroviară, clădiri de locuit victime: 25 \| 22              |
| regiunea Hmelnîțkîi                    | raionul Șepetivka                      | —                                      | 0/2                                    | infrastructură civilă victime: 0 \| 3                            | 24.08.2022                                                       |                                  |                                  |                                  |                                  |                                                                  |
| regiunea Poltava                       | Mîrhorod                               | H-22⁠(d)                                | 0/4                                    | infrastructură militară victime: 0 \| 0                          | 24.08.2022                                                       |                                  |                                  |                                  |                                  |                                                                  |
| necunoscută                            | necunoscută                            | AGM-88 HARM⁠(d)                         | —                                      | sistem de rachete Tor                                            | 25.08.2022                                                       | regiunea Kiev                    | raionul Vîșhorod                 | —                                | 0/2                              | infrastructură civilă victime: 0 \| 0                            |
| regiunea Donețk                        | Donețk                                 | M31                                    | —                                      | infrastructură militară                                          | 25.08.2022                                                       | regiunea Dnipropetrovsk          | raionul Sînelnîkove              | —                                | —                                | infrastructură civilă victime: 0 \| 8                            |
|                                        |                                        |                                        |                                        |                                                                  | 25.08.2022                                                       | regiunea Dnipropetrovsk          | regiunea Dnipropetrovsk          | —                                | 1/1                              | interceptare de apărarea anti-rachetă a Ucrainei victime: 0 \| 0 |
| regiunea Harkov                        | regiunea Harkov                        | —                                      | 1/1                                    | racheta a explodat în zbor                                       | 25.08.2022                                                       |                                  |                                  |                                  |                                  |                                                                  |
| regiunea Harkov                        | raionul Ciuhuiv                        | —                                      | 0/1                                    | neidentificat                                                    | 25.08.2022                                                       |                                  |                                  |                                  |                                  |                                                                  |
| regiunea Luhansk                       | Kadiivka                               | —                                      | —                                      | infrastructură militară                                          | 26.08.2022                                                       | regiunea Dnipropetrovsk          | regiunea Dnipropetrovsk          | H-22⁠(d)                          | 0/2                              | infrastructură civilă victime: 0 \| 0                            |
| regiunea Herson                        | Nova Kahovka                           | —                                      | —                                      | pod                                                              | 26.08.2022                                                       |                                  |                                  |                                  |                                  |                                                                  |
| regiunea Herson                        | Nova Kahovka                           | —                                      | —                                      | infrastructură militară                                          | 27.08.2022                                                       | regiunea Zaporijjea              | Zaporijjea                       | —                                | 0/5                              | infrastructură civilă victime: 0 \| 0                            |
|                                        |                                        |                                        |                                        |                                                                  | 27.08.2022                                                       | regiunea Harkov                  | Harkov                           | —                                | —                                | infrastructură civilă                                            |
| regiunea Herson                        | Oleșkî                                 | —                                      | —                                      | infrastructură militară                                          | 28.08.2022                                                       | regiunea Herson                  | Novovoronțovka                   | H-59⁠(d)                          | 0/1                              | infrastructură civilă victime: 0 \| 0                            |
| regiunea Herson                        | Herson                                 | —                                      | —                                      | infrastructură militară                                          | 28.08.2022                                                       | regiunea Rivne                   | Sarnî                            | H-22⁠(d)                          | 0/4                              | infrastructură militară victime: 0 \| 0                          |
| regiunea Zaporijjea                    | Melitopol                              | —                                      | —                                      | infrastructură militară                                          | 28.08.2022                                                       | Sevastopol                       | Sevastopol                       | Oniks⁠(d)                         | 1/1                              | s-a prăbușit la scurt timp după lansare                          |
| Sevastopol                             | Sevastopol                             | —                                      | —                                      | infrastructură militară                                          | 28.08.2022                                                       |                                  |                                  |                                  |                                  |                                                                  |
| regiunea Luhansk                       | Svatove                                | M31                                    | 0/6                                    | unități de tehnică militară                                      | 28.08.2022                                                       |                                  |                                  |                                  |                                  |                                                                  |
| regiunea Herson                        | Berîslav                               | M31                                    | —                                      | infrastructură militară                                          | 29.08.2022                                                       |                                  |                                  |                                  |                                  |                                                                  |
| regiunea Herson                        | Herson                                 | —                                      | —                                      | infrastructură militară                                          | 29.08.2022                                                       |                                  |                                  |                                  |                                  |                                                                  |
| regiunea Herson                        | Cervonîi Maiak⁠(d)                      | M31                                    | —                                      | infrastructură militară                                          | 29.08.2022                                                       |                                  |                                  |                                  |                                  |                                                                  |
| regiunea Herson                        | Șleahove⁠(d)                            | —                                      | —                                      | infrastructură militară                                          | 29.08.2022                                                       |                                  |                                  |                                  |                                  |                                                                  |
| regiunea Herson                        | Herson                                 | —                                      | —                                      | pod                                                              | 29.08.2022                                                       |                                  |                                  |                                  |                                  |                                                                  |
| regiunea Zaporijjea                    | Andriivka                              | —                                      | —                                      | depozit de muniții                                               | 29.08.2022                                                       |                                  |                                  |                                  |                                  |                                                                  |
| regiunea Zaporijjea                    | Melitopol                              | —                                      | —                                      | infrastructură militară                                          | 29.08.2022                                                       |                                  |                                  |                                  |                                  |                                                                  |
| regiunea Herson                        | Nova Kahovka                           | —                                      | —                                      | infrastructură militară                                          | 29.08.2022                                                       |                                  |                                  |                                  |                                  |                                                                  |
| regiunea Belgorod                      | Belgorod                               | —                                      | —                                      | neidentificat                                                    | 29.08.2022                                                       |                                  |                                  |                                  |                                  |                                                                  |
| regiunea Herson                        | Herson                                 | —                                      | —                                      | pod                                                              | 30.08.2022                                                       |                                  |                                  |                                  |                                  |                                                                  |
| regiunea Herson                        | Herson                                 | —                                      | —                                      | infrastructură militară                                          | 30.08.2022                                                       |                                  |                                  |                                  |                                  |                                                                  |
| regiunea Herson                        | Berîslav                               | —                                      | —                                      | infrastructură militară                                          | 30.08.2022                                                       |                                  |                                  |                                  |                                  |                                                                  |
| regiunea Herson                        | Tavriisk                               | —                                      | —                                      | depozit de muniții                                               | 30.08.2022                                                       |                                  |                                  |                                  |                                  |                                                                  |
| regiunea Herson                        | Nova Kahovka                           | M31                                    | —                                      | unități de tehnică militară                                      | 30.08.2022                                                       | regiunea Donețk                  | Soledar                          | —                                | 0/4                              | infrastructură militară                                          |
| regiunea Zaporijjea                    | Tokmak                                 | —                                      | —                                      | depozit de muniții                                               | 31.08.2022                                                       | regiunea Harkov                  | regiunea Harkov                  | —                                | —                                | întreprindere de importanță strategică                           |
| dată necunoscută                       |                                        |                                        |                                        |                                                                  |                                                                  |                                  |                                  |                                  |                                  |                                                                  |
| regiunea Herson                        | Ciornobaiivka                          | Tocika⁠(d)                              | —                                      | infrastructură militară                                          | 2022                                                             |                                  |                                  |                                  |                                  |                                                                  |